# Phryneta leprosa
Phryneta leprosa es una especie de escarabajo longicornio de la subfamilia Lamiinae. Fue descrita científicamente por Fabricius en 1775.
Se distribuye por Angola, Benín, Camerún, Costa de Marfil, Ghana, Malta, Uganda, República Centroafricana, República Democrática del Congo, República del Congo, Sierra Leona, Tanzania, Togo y Turquía. Posee una longitud corporal de 18-45 milímetros. El período de vuelo de esta especie ocurre en los meses de enero, febrero, abril, junio, julio, septiembre y diciembre.
Phryneta leprosa se alimenta de una gran variedad plantas y arbustos de la familia Apocynaceae, Euphorbiaceae, Meliaceae, Moraceae, Rubiaceae y Ulmaceae, entre ellas, las especies Antiaris africana, Castilla elastica, Holoptelea grandis, Celtis africana y muchas otras.